# Betty Crocker Cookbook
Das Betty Crocker Cookbook (dt. Betty Crocker Kochbuch) ist ein allgemeines Kochbuch, das am 8. September 1950 unter der Bezeichnung Betty Crocker’s Picture Cookbook erstmals von dem Unternehmen General Mills herausgegeben wurde. Es wird auch auf Grund seiner Umschlagsfarbe als The Big Red bezeichnet, einen Begriff, den sich General Mills schützen ließ.
Das Kochbuch, das in den 1950er Jahren ein Bestseller war und zu den Standard-Hochzeitsgeschenken gehörte, wird bis heute aufgelegt. Geschrieben wurde das Kochbuch von Mitarbeitern des Unternehmens, der Titel bezieht sich auf die bekannte Werbefigur Betty Crocker.

## Hintergrund
Washburn Crosby Company, der Vorläufer von Generals Mills, hatte die Werbefigur Betty Crocker im Jahre 1921 entwickelt, um damit für das Mehl zu werben, welches das Unternehmen herstellte. Im Herbst 1924 entschied sich das Unternehmen dafür, eine Radio-Kochsendung mit Betty Crocker zu etablieren und erwarb dafür einen Radiosender, der in einer Region von Kalifornien über Illinois bis nach Tennessee empfangen werden konnte. Am 2. Oktober 1924 wurde die erste Radio-Kochsendung unter dem Titel Good Food ausgestrahlt. 1925 kristallisierten sich zwei in ihrem Inhalt deutlich unterschiedliche Radiosendungen heraus: The Betty Crocker Service Program und an Freitagen The Betty Crocker Cooking School of the Air, die gelegentlich auch die Gold Medal Flour Radio Cooking School genannt wurde. Viele Zuhörer partizipierten aktiv an dieser Kochsendung, deren Beginn in den gesamten USA Aufmerksamkeit erregte. Im ersten Jahr meldeten sich nicht weniger als 47.000 Zuhörer als Schüler dieser Kochsendung an, 1933 waren es bereits 250.000. Wer sich anmeldete erhielt einen Fragebogen zu den Rezepten, der zusammen mit der Unterschrift des Einzelhändlers, die bestätigte, dass der Kochschüler Mehl der Marke Gold Medal kaufe, wieder an die Washburn Crosby Company zurückgesendet wurde. Auf diese Weise verdienten sich die Kochschüler ihr Diplom der einmal im Jahr übertragenen Abschlussfeier.
Unter der Leitung der Managerin Marjorie Child Husted entwickelte sich Betty Crocker zu einem weit bekannten Symbol für das Unternehmen. Sie erlangte so große Bekanntheit, dass das Magazine Fortune 1945 Betty Crocker zur populärsten Frau nach Eleanor Roosevelt wählte.

## Das Kochbuch
Das Kochbuch erschien erstmals am 8. September 1950, die Startauflage betrug 950.000 Exemplare. Der Verkaufspreis betrug 3,95 USD für die Luxusausgabe und 2,95 USD für eine einfacher gebundene Ausgabe.
Die Veröffentlichung war von großen Medieninteresse begleitet, da in der Radiosendung Betty Crocker Magazine of the Air für diesen Tag eine große Überraschung angekündigt war. General Mills hatte in den Tagen zuvor das Kochbuch bereits an den Einzelhandel ausgeliefert. Es wurde außerdem in der Presse stark beworben. Eine Anzeige in dem Magazin Ladies' Home Journal warb mit folgenden Worten für das Kochbuch: 

„Endlich da! Ein Betty Crocker Kochbuch! Mehr als 100.000 USD wurden für die Entwicklung und den Test der Rezepte ausgegeben, bevor auch nur eine einzige Seite gedruckt wurde! Gerade aufgelegt! Aufregend, revolutionär, ansehnlich! Das Ergebnis von 29 Jahren Erfahrung des Betty Crocker Teams bei General Mills mit Lebensmitteln, mit Kochen und mit Haushaltsführung.“

Im ersten Jahr seiner Veröffentlichung stand The Big Red, wie das Kochbuch auch genannt wurde, auf der US-amerikanischen Bestseller-Liste. Es gibt in den USA nur zwei weitere Kochbücher, die in den 1950er Jahren auf den Markt waren und vergleichbare Verkaufszahlen aufweisen. The Better Homes and Gardens Cook Book war 1930 von dem Magazine Better Homes and Gardens herausgegeben und jedem Abonnenten zugesendet worden. Bis 1996 wurden 15 Millionen Exemplare dieses Kochbuches verkauft. Der andere Verkaufserfolg war Irma S. Rombauers Kochbuch Joy of Cooking, das Rombauer 1931 zunächst im Selbstverlag herausbrachte, das sich aber ab den 1940er Jahren zu einem Verkaufsschlager entwickelte. Von der Ausgabe, die 1951 aufgelegt wurde und vom Veröffentlichungsdatum am besten mit The Big Red vergleichbar ist, wurden zwischen 1951 und 1958 732.004 Exemplare verkauft.
Das Medienecho auf das Betty Crocker Cookbook war überaus positiv. Die Chicago Tribune bezeichnete es als das vermutlich beste allgemeine Kochbuch, das jemals herausgegeben wurde. Die Chicago Sun-Times nannte es ein Kochbuch, das nicht nur im Regal stehen werde und betonte die bewährte Qualität der Rezepte. Die New York Times hielt fest, dass aktuell von diesem neuen Kochbuch pro Woche 18.000 Exemplare verkauft würden, während der neueste Roman von Ernest Hemingway nur eine wöchentliche Verkaufszahl von 3.500 Exemplaren hätte.

## Inhalt
Das Betty Crocker Cookbook umfasste in 16 Kapiteln 2161 Rezepte und wies unter anderem ein umfangreiches Glossar auf. Es gab insgesamt 633 schwarz-weiße Foto-Essays, die die Umsetzung eines Rezeptes ersetzten und 36 ganzseitige Farbfotos. Es enthielt auch Anregungen für die Menü-Planung und beschrieb, wie der Tisch gedeckt wurde. Die größte Innovation des Kochbuchs lag in den mit zahlreichen Fotos begleiteten Schritt-für-Schritt-Anleitungen. Eine Reihe von Rezepten waren mit einem Stern gekennzeichnet, der signalisieren sollte, dass es sich um besonders bewährte Rezepte handelte. Die Rezepte gaben eine Bandbreite typischer US-amerikanischer Gerichte wieder. Besonders umfangreich waren Kuchenrezepte vertreten. Neben Standardrezepten zu Klassikern der US-amerikanischen Küche wie Angel Cake und Red Velvet Cake gab es auch ein Kapitel, das Rezeptanleitungen für besondere Dessert-Kuchen enthielt sowie ein Kapitel, das sich nur mit Kuchenglasuren befasste.
Sarah Marks hält fest, dass sich anhand des Kochbuchs auch die Veränderungen in den US-amerikanischen Essgewohnheiten feststellen lassen. Rezepte wie die, in denen Hörnchenfleisch und das (in den USA seltener gegessene) Kaninchenfleisch verarbeitet werden, deuten noch die Nähe zu den Zeiten der großen Weltwirtschaftskrise und den Lebensmittelrationierungen während des Zweiten Weltkriegs an. Es finden sich in dem Kochbuch jedoch auch Rezepte und Hinweise zu der Verwendung von Backmischungen, Tütensuppen und ähnlichem Convenience Food. Dies waren überwiegend Produkte, die erst nach Ende des Zweiten Weltkriegs in die Regale der Lebensmittelgeschäfte kamen.

## Nachfolger
Der große Erfolg, den General Mills mit dem Kochbuch hatte, führte dazu, dass in der Folge eine Reihe weiterer Kochbücher veröffentlicht wurden, die die Werbekraft von General Mills Marke Betty Crocker nutzte. Zu den erfolgreichsten zählten:
- Betty Crockers’s Good and Easy Cookbook
- Betty Crocker’s Cookbook for Boys and Girls
- Betty Crocker’s Dinner for Two Cookbook
- Betty Crocker’s Cooky Book

In den 1980er Jahren erschienen auch eine Reihe von Betty-Crocker-Kochbüchern, die sich auf die Küche anderer Kulturkreise konzentrierten. Neben einem „Internationalen“ Kochbuch erschienen solche, die sich der Chinesischen, der Indischen und der Mexikanischen Küche widmeten.
Neuauflagen des Betty Crocker Cookbooks reflektierten veränderte Ernährungsgewohnheiten und passten Rezepturen an andere Zubereitungsmöglichkeiten an. Das fand nicht immer die Zustimmung von Lesern, die mit Betty Crocker auch den Geschmack ihrer Kindheit verbanden. Um dieser Nachfrage gerecht zu werden, gab General Mills 1998 das ursprüngliche Betty Crocker’s Picture Cook Book aus dem Jahre 1950 erneut heraus, dem folgte 2002 eine Neuauflage des Betty Crockers’s Cook Book und 2003 das Betty Crocker’s Cookbook for Boys and Girls.

## Belletristik
Das Kochbuch spielt eine Nebenrolle in dem 2014 erschienenen Roman  Everything I never told you von Celeste Ng.

## Einzelbelege
1. ↑  Susan Marks: Finding Betty Crocker, S. 37 und 51.
2. ↑  Susan Marks: Finding Betty Crocker, S. 35.
3. ↑  Susan Marks: Finding Betty Crocker, S. 116.
4. ↑  Susan Marks: Finding Betty Crocker, S. 133 und 135.
5. ↑  Susan Marks: Finding Betty Crocker, S. 134.
6. ↑  Susan Marks: Finding Betty Crocker, S. 134. Im Original lautete die Werbung: At Last! A Betty Crocker Cook Book! Over $100.000 spent in testing and developing recipes before a single page was printed! Just off the press! Exciting, revolutionary, handsome! The result 29 years’ experience by the Betty Crocker Staff of General Mills, in food, cooking and homemaking.
7. ↑  Susan Marks: Finding Betty Crocker, S. 135.
8. ↑  Susan Marks: Finding Betty Crocker, S. 139.
9. ↑  Susan Marks: Finding Betty Crocker, S. 143–147.
10. 1 2  Susan Marks: Finding Betty Crocker, S. 147.